# 1640-ві до н. е.

## Правителі
- XV (гіксоська) та XVI (фіванська) династія в Стародавньому Єгипті. Можливо, Абідосська династія.
- Цар Ассирії Базайя.
- Царі Вавилону Аммі-дітана та Аммі-цадука.
- Цар Хеттів Хаттусілі І.
- Династія Шан в Китаї.